# АЭС Хоуп Крик
АЭС Хоуп Крик (англ. Hope Creek Nuclear Generating Station) — действующая атомная электростанция на востоке США.  
Станция расположена на берегу реки Делавэр в округе Сейлем штата Нью-Джерси, на одной площадке с атомной электростанцией Салем. 

## Информация об энергоблоках
| Энергоблок  | Тип реакторов       | Мощность | Мощность | Начало строительства | Физпуск    | Подключение к сети | Ввод в эксплуатацию | Закрытие |
| Энергоблок  | Тип реакторов       | Чистый   | Брутто   | Начало строительства | Физпуск    | Подключение к сети | Ввод в эксплуатацию | Закрытие |
| ----------- | ------------------- | -------- | -------- | -------------------- | ---------- | ------------------ | ------------------- | -------- |
| Хоуп Крик-1 | BWR, BWR-4 (Mark 1) | 1172 МВт | 1240 МВт | 01.03.1976           | 28.06.1986 | 01.08.1986         | 20.12.1986          | —        |